# 시왕도 (인천광역시 유형문화재 제67호)
시왕도(十王圖)는 인천광역시 미추홀구 송암미술관에 있는 시왕도이다. 2015년 10월 7일 인천광역시의 유형문화재 제67호로 지정되었다.

## 개요
송암미술관 소장 <제 6 변성대왕도>는 삼베(麻) 4장을 이어서 구성하였으며, 약간의 보수한 흔적을 제외하고는 전체적으로 상태가 양호하다. 변성대왕은 망자가 죽은 지 六七日(42일)에 만나게 되는 왕으로 앞선 대왕한테 재판을 받고도 죄가 남은 사람이 있으면 지옥에 보내 벌을 받게 하는 일을 맡고 있다. 화면은 상·하단을 구름으로 구획하였으며, 상단은 병풍을 배경으로 앉아있는 변성대왕이 중심이며, 하단에는 도산지옥(刀山地獄)의 내용이 펼쳐져있다. 이렇게 상단과 하단을 구름으로 구분하는 간결한 구성은 18세기부터 본격적으로 그려지는 시왕도의 한 유형으로 자리 잡는다. 화면에 등장하는 인물들의 얼굴 표현은 볼터치기법과 하이라이트 기법을 같이 사용하고 있어 조선전기 불화의 기법을 계승을 보여주고 있으며, 변성대왕 복식의 문양과 홀 등에 금을 사용하고 있어 화려함을 자연스럽게 보여주고 있다.

## 참고 문헌
- 시왕도 - 국가유산청 국가유산포털